# Dmitri Dugin
Dmitri Dugin (Moscou, 29 de agosto de 1968) é um jogador de polo aquático russo, medalhista olímpico.

## Carreira
Dmitri Dugin fez parte do elenco medalha de prata de Sydney 2000.